# Ведмежий Ріг
Ведмежий Ріг (рос. Медвежий Рог) — колишній хутір у Базарській волості Овруцького повіту Волинської губернії та Будо-Голубієвицькій сільській раді Базарського району Коростенської округи.

## Населення
У 1906 році в поселенні проживало 33 мешканці, дворів — 5, у 1923 році — 4 двори та 14 мешканців.

## Історія
У 1906 році — хутір Базарської волості (1-го стану) Овруцького повіту Волинської губернії. Відстань до повітового центру, міста Овруч, становила 56 верст, до волосного центру, містечка Базар — 13 верст. Найближче поштово-телеграфне відділення розташовувалося в Овручі.
У 1923 році увійшов до складу новоствореної Будо-Голубієвицької сільської ради, яка, 7 березня 1923 року, включена до складу новоутвореного Базарського району Коростенської округи. Розміщувався за 17 верст від районного центру, міст. Базар, та 1,5 версти від центру сільської ради, с. Буда-Голубієвичі.
Знятий з обліку до 1 жовтня 1941 року.